# Province de Copperbelt
La province de Copperbelt (littéralement la ceinture de cuivre) est une province de Zambie, particulièrement riche en gisements minéraux.  La province était la colonne vertébrale de l'économie de la Rhodésie du Nord au temps de la domination britannique, mais son importance économique s'est considérablement réduite depuis la chute des prix du cuivre en 1973.
La région voisine la province du Katanga en République démocratique du Congo, qui partage les riches similarités minérales du Copperbelt. Les plus grandes villes du Copperbelt sont Kitwe, Ndola et Mufulira.  Une route et une voie ferrée vers le Congo permettent les liaisons avec Lubumbashi, mais la guerre au Congo a considérablement ralenti les relations commerciales entre les deux pays.

## Géologie
Les régions de la Copperbelt en Zambie et en République démocratique du Congo sont issues d'une ancienne chaîne de montagne, l'arc lufilien, qui se forma lorsque deux parties de l'écorce continentale, le craton du Kalahari et le craton du Congo, se rencontrèrent. Cette collision n'est que l'une des nombreuses qui se produisirent entre 700 et 500 millions d'années pour former le super continent du Gondwana.

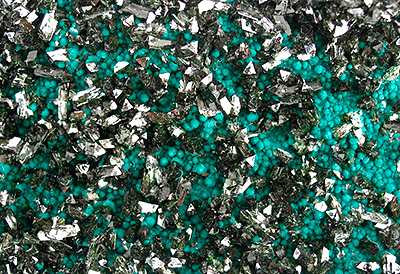
Brochantite sur Chrysocolle, Mine de Rokana, Kitwe

Cette collision a vraisemblablement généré des masses importantes de fluide, qui reconditionnèrent les bases métalliques, largement présentes dans les sédiments accumulés dans le bassin situé entre ces deux cratons. Ces saumures concentrèrent les métaux de base le long des limites stratigraphiques, ou le long des failles, défauts ou autres pièges. La collision produisit aussi un rétrécissement de la croûte terrestre à cet endroit, pendant lequel la séquence stratigraphique fut tectoniquement poussée vers le nord vers le craton du Congo.
L'arc lufilien contient deux diamictites, des méga conglomérats d'origine glaciaire. L'une d'entre elles est liée à la glaciation sturtienne, alors que l'autre est liée à la glaciation marinoenne, toutes deux ayant eu une profonde influence sur l'histoire de la planète.
L'arc lufilien se prolonge vers l'ouest avec l'orogenèse de Damara en Namibie, qui abrite également d'importants gisements de cuivre-cobalt et de plomb-zinc.

## Les mines
- Chibuluma :
- Kalulushi :
- Kantanshi : Mine de cuivre exploitée par First Quantum Minerals Limited. Néanmoins la géologie de cette mine est très typique, sa géographie est hors de l'Arc lufilien (province du Nord-Ouest) et son appartenance au Copperbelt est controversée[pas clair]
- Konkola : Mine de cuivre exploitée par Konkola Copper Mines (KCM)
- Lumwana : Mine de cuivre exploitée par Barrick Gold Corporation depuis 2011[2]
- Mufulira :
- Nampundwe : Mine de pyrite exploitée par KCM
- Nchanga : Mine de cuivre et de cobalt exploitée par KCM
- Nkana :
- Mindola :
- La privatisation des mines à la fin des années 1990 a débouché sur de nombreux rachats par les géants mondiaux de l'extraction, au premier rang desquels les entreprises chinoises.